# Turyňský potok

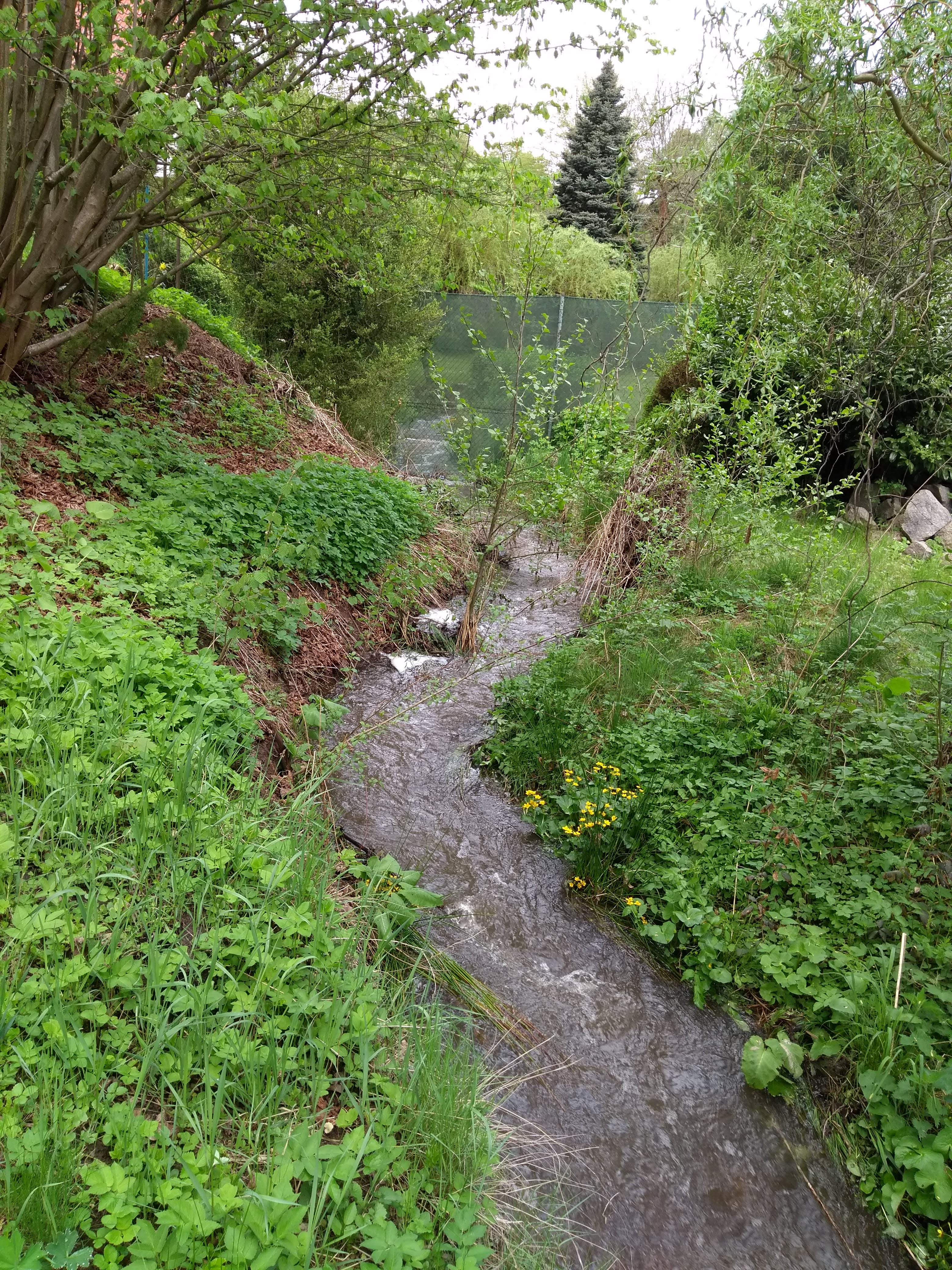

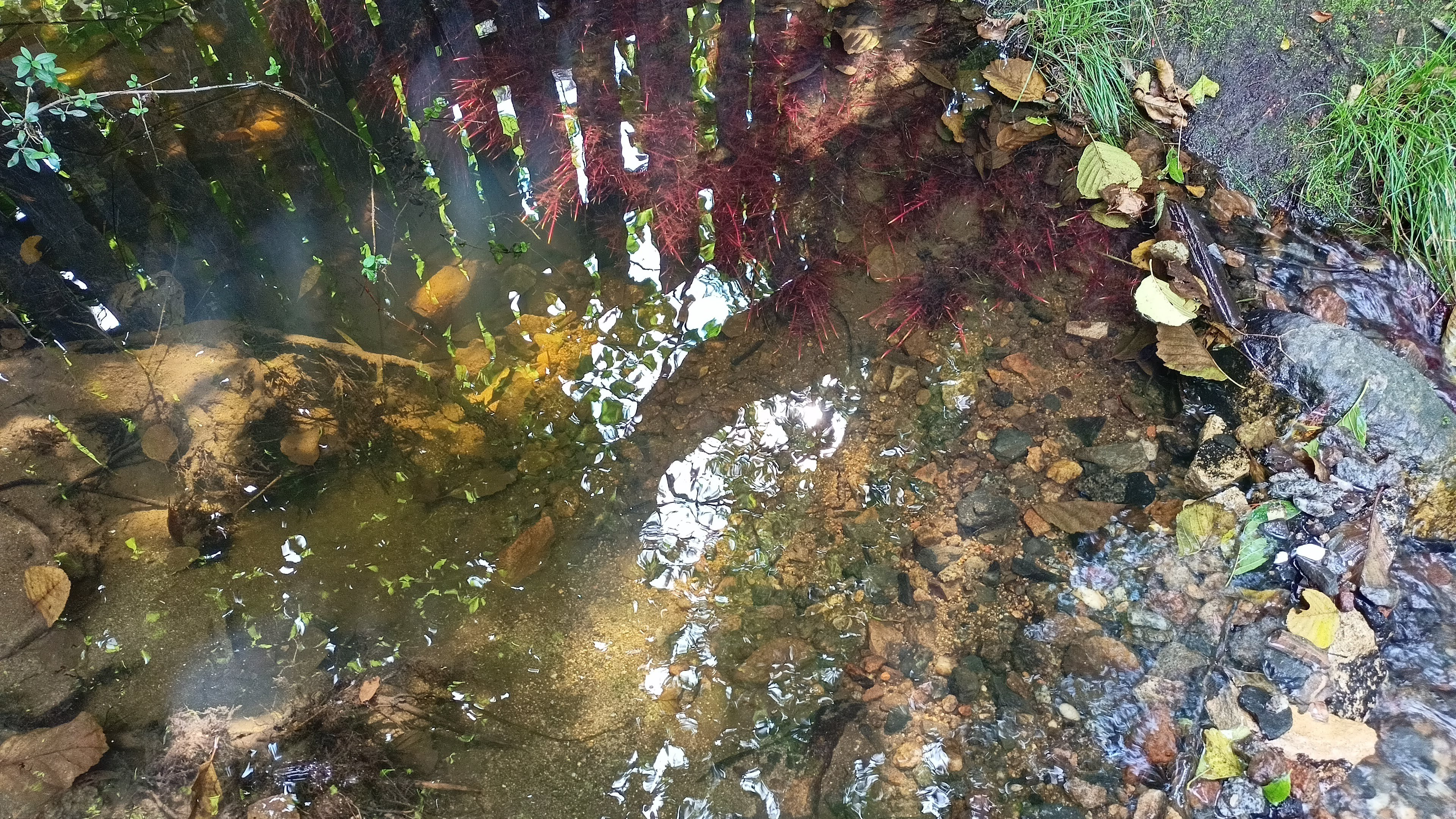

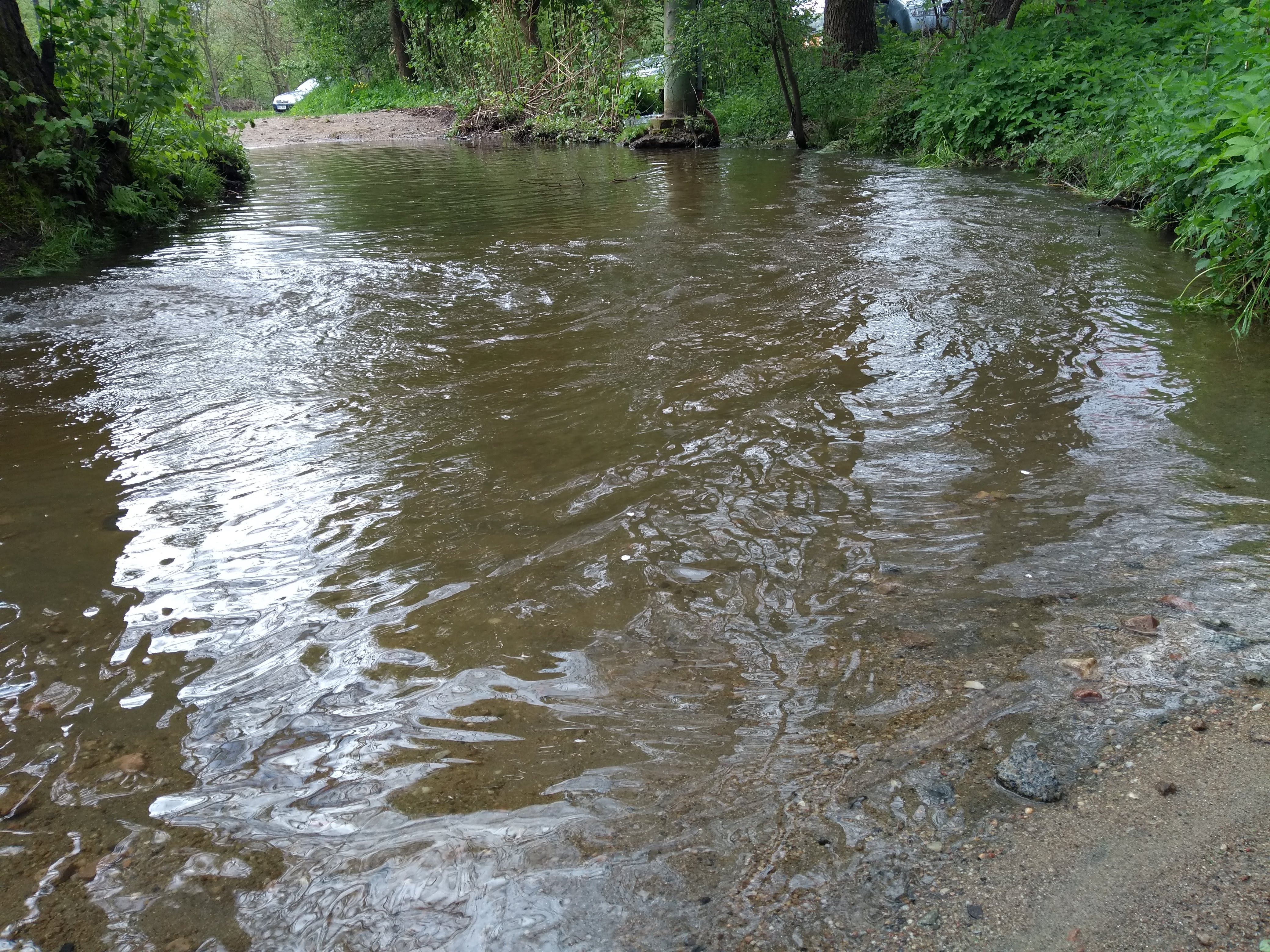

Turyňský potok je pravostranný přítok řeky Sázavy v okrese Praha-západ ve Středočeském kraji. Délka toku činí 7,0 km.

## Průběh toku

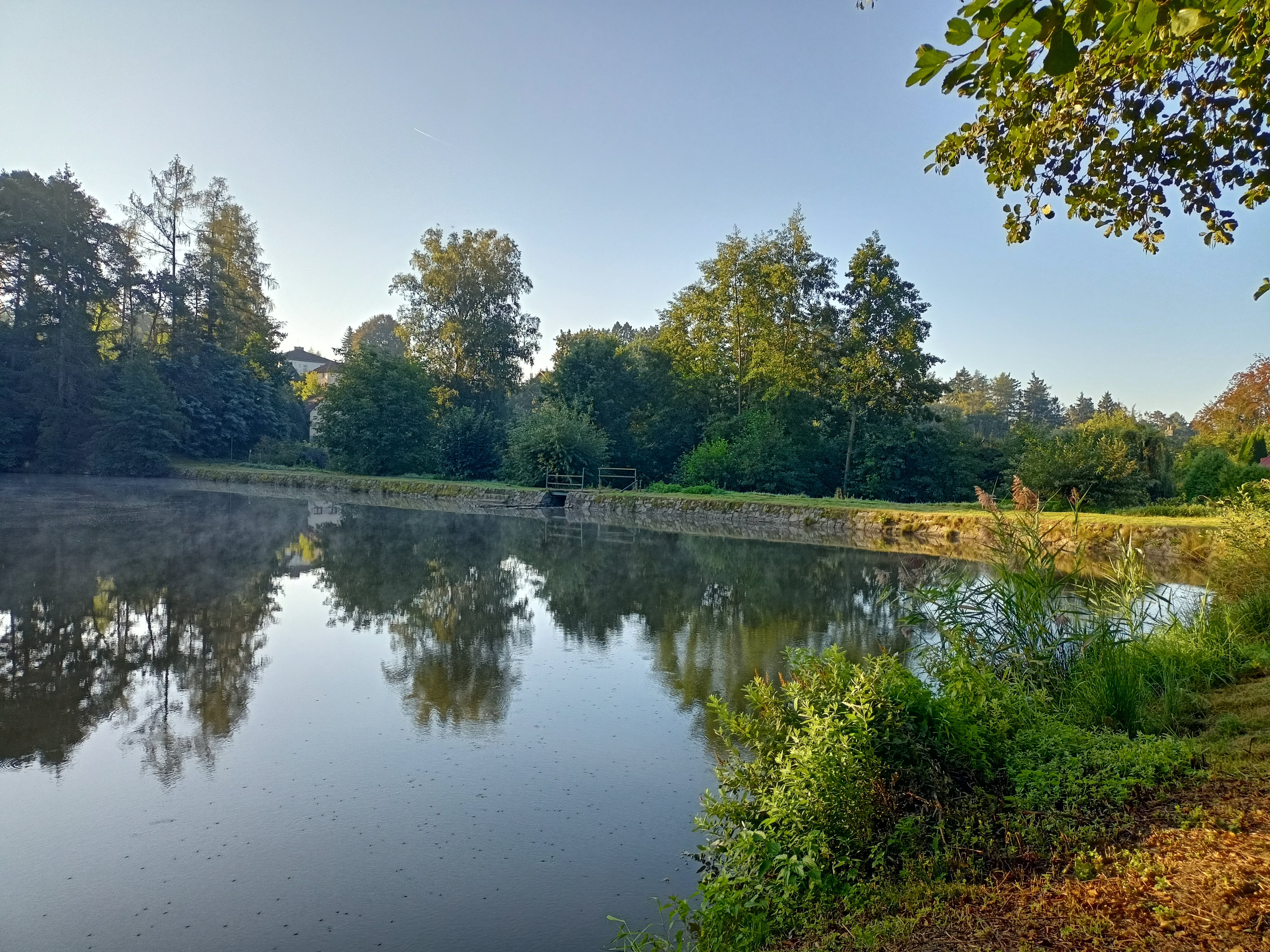

Potok pramení v lesích jižně od Skalska v nadmořské výšce okolo 480 m. Na horním toku teče převážně severozápadním směrem. Po opuštění lesa na zhruba 6,0 říčním kilometru, u jihozápadního okraje Skalska, napájí spolu s bezejmenným pravostranným přítokem rybník Trdlač. Pod hrází tohoto rybníka se na toku nachází další rybník, pod nímž potok po několika stech metrech opět vtéká do lesů. Na pátém říčním kilometru, u obce Pohoří, přibírá další pravostranný přítok, který pramení na území přírodní památky Skalsko. Pod tímto soutokem teče potok západním směrem, přijímá zleva další přítok a obrací svůj tok na jih. V tomto úseku si razí cestu hlubokým zalesněným údolím východně od vrchů Drnka (436 m n. m.) a Halíře (399 m n. m.). U chatové osady Halíře napájí dva rybníky a přijímá zleva přítok vytékající ze studánky nazývané Holubí oko. U výše zmíněné chatové osady, na východním úbočí stejnojmenného vrchu, se nachází vchod do štoly Halíře. Po opuštění údolí, u Turyně, proudí potok jižním směrem při západním okraji lesa, který se rozprostírá severovýchodně od Kamenného Přívozu. Zhruba na 2,3 říčním kilometru přitéká od lesa bezejmenný levostranný přítok, pod jehož ústím protéká Turyňský potok pod železniční tratí č. 210. Na dolním toku je nejbližší okolí potoka zastavěné. Mezi prvním a druhým říčním kilometrem zadržuje vody potoka rybník Na Losích. Do Sázavy se Turyňský potok vlévá v Kamenném Přívoze v nadmořské výšce okolo 225 m. 

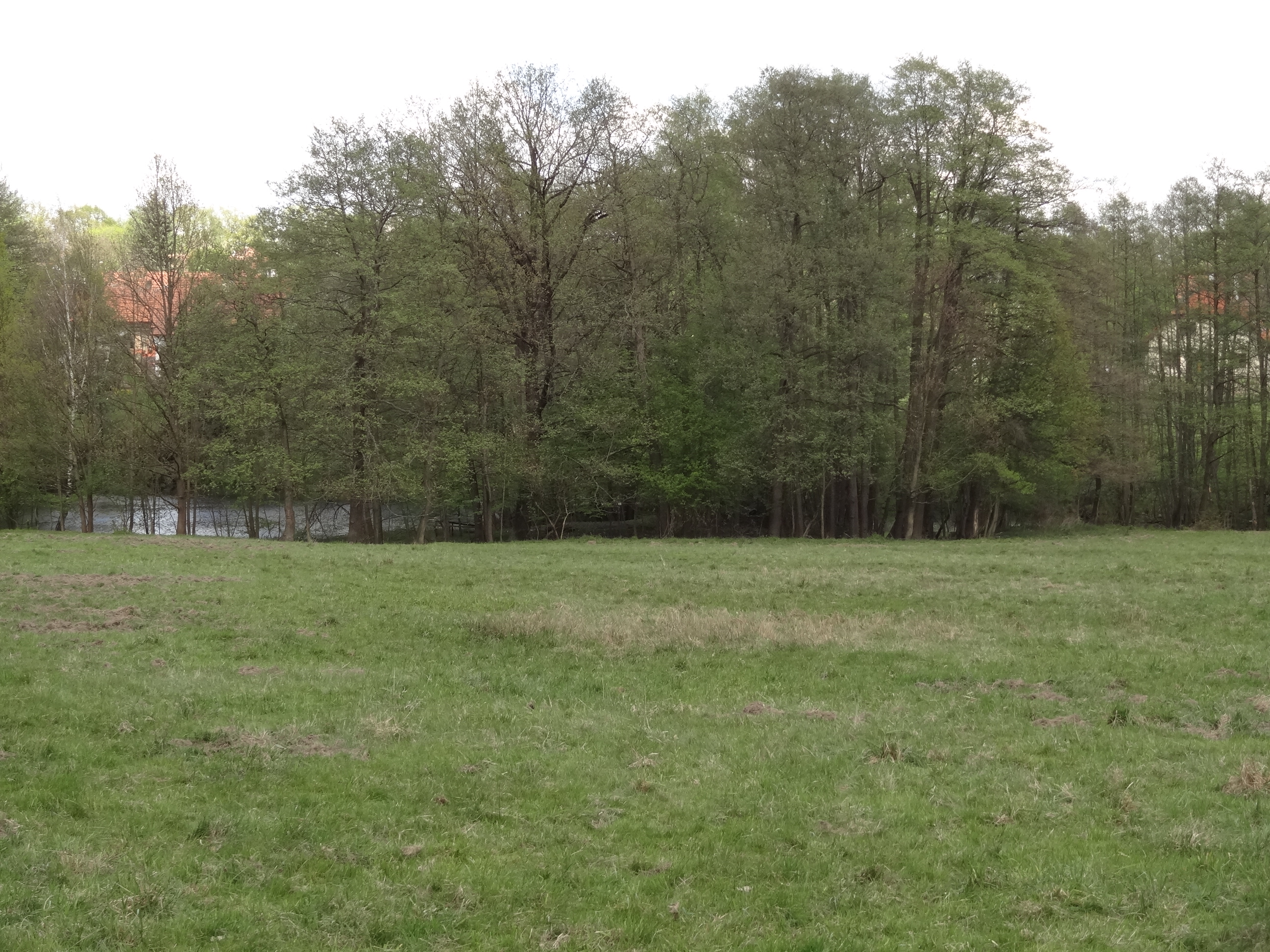
Rybník Trdlač
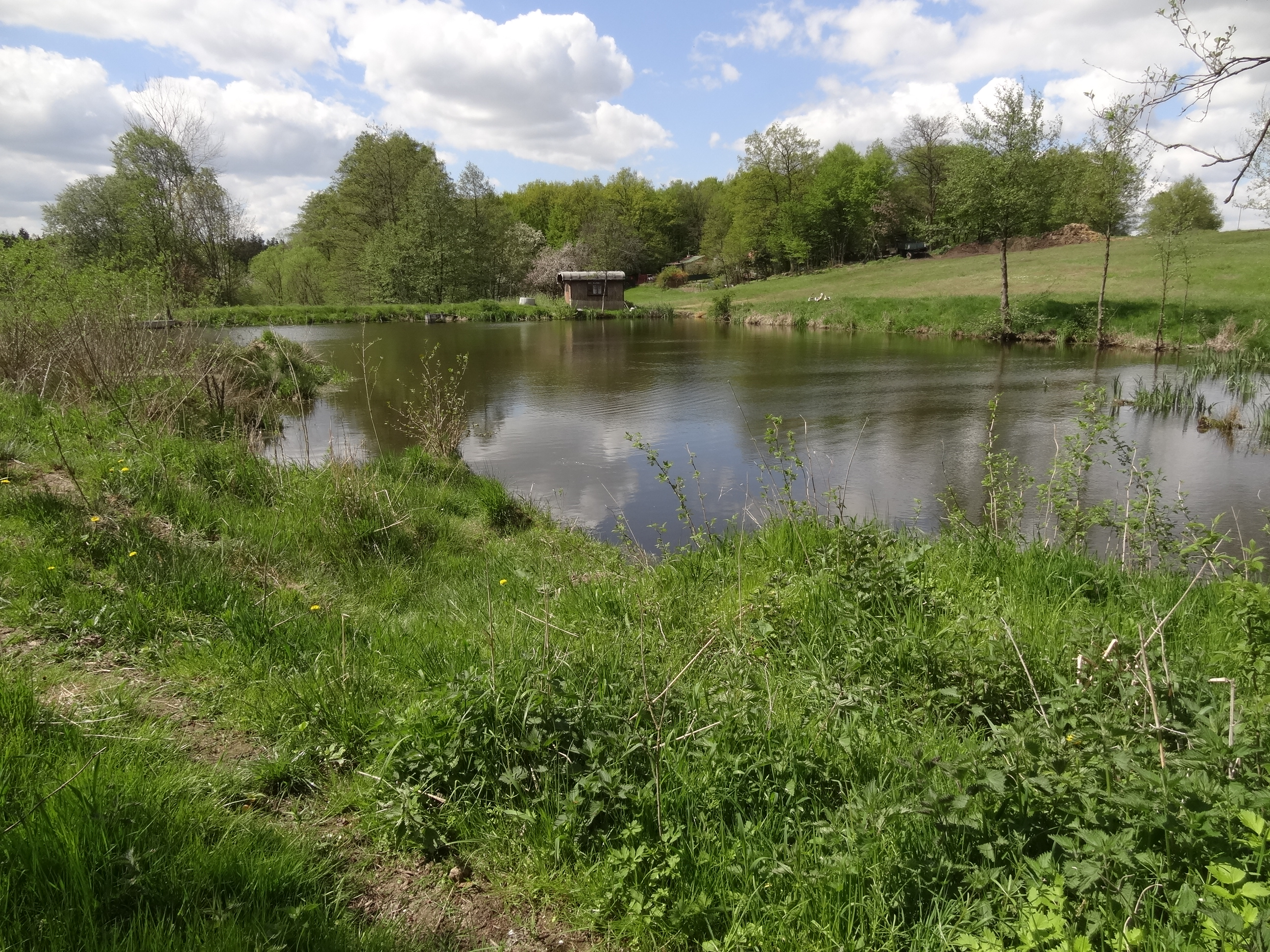
Rybník jihozápadně od vsi Skalsko
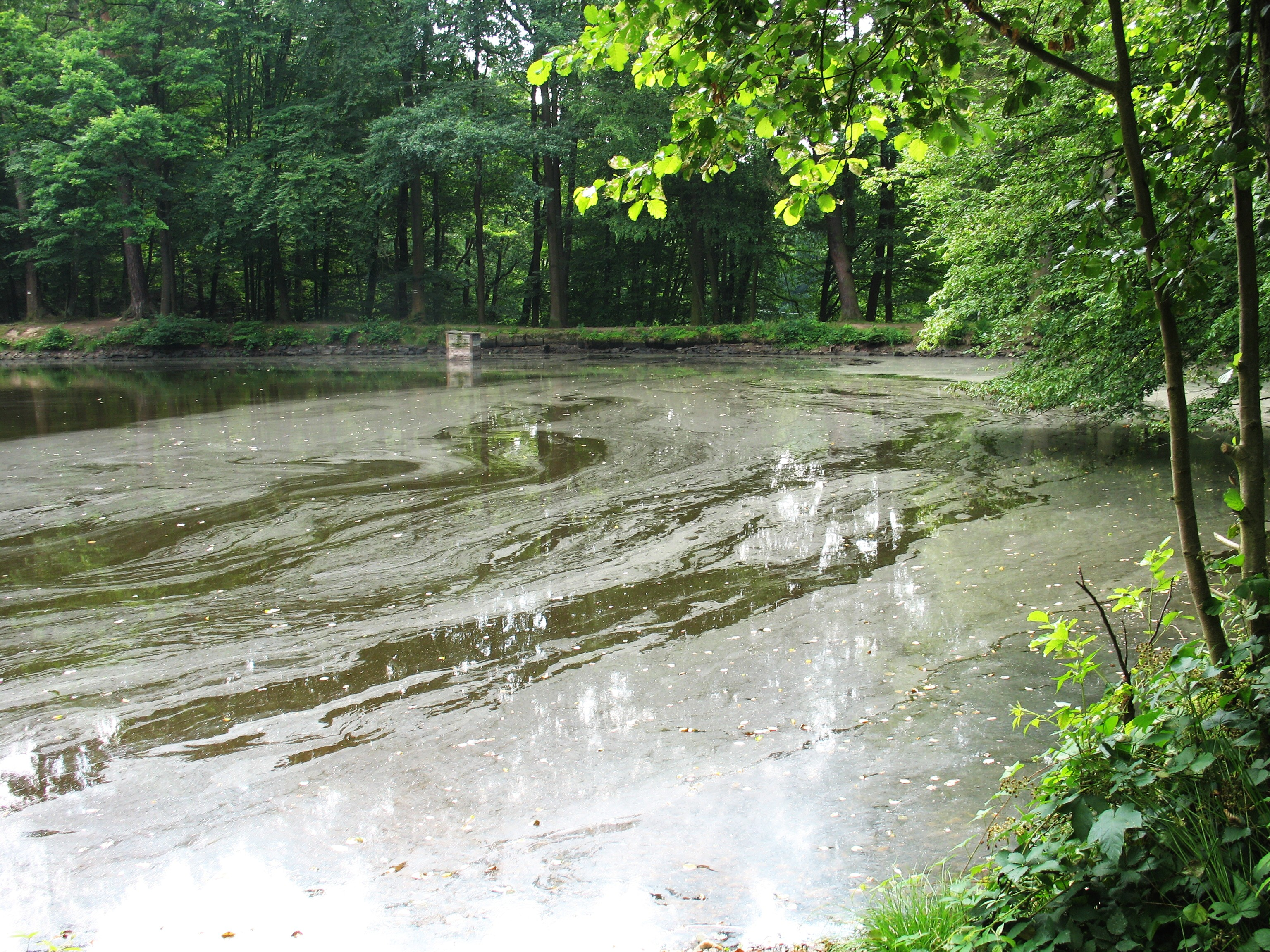
Rybník u štoly Halíře
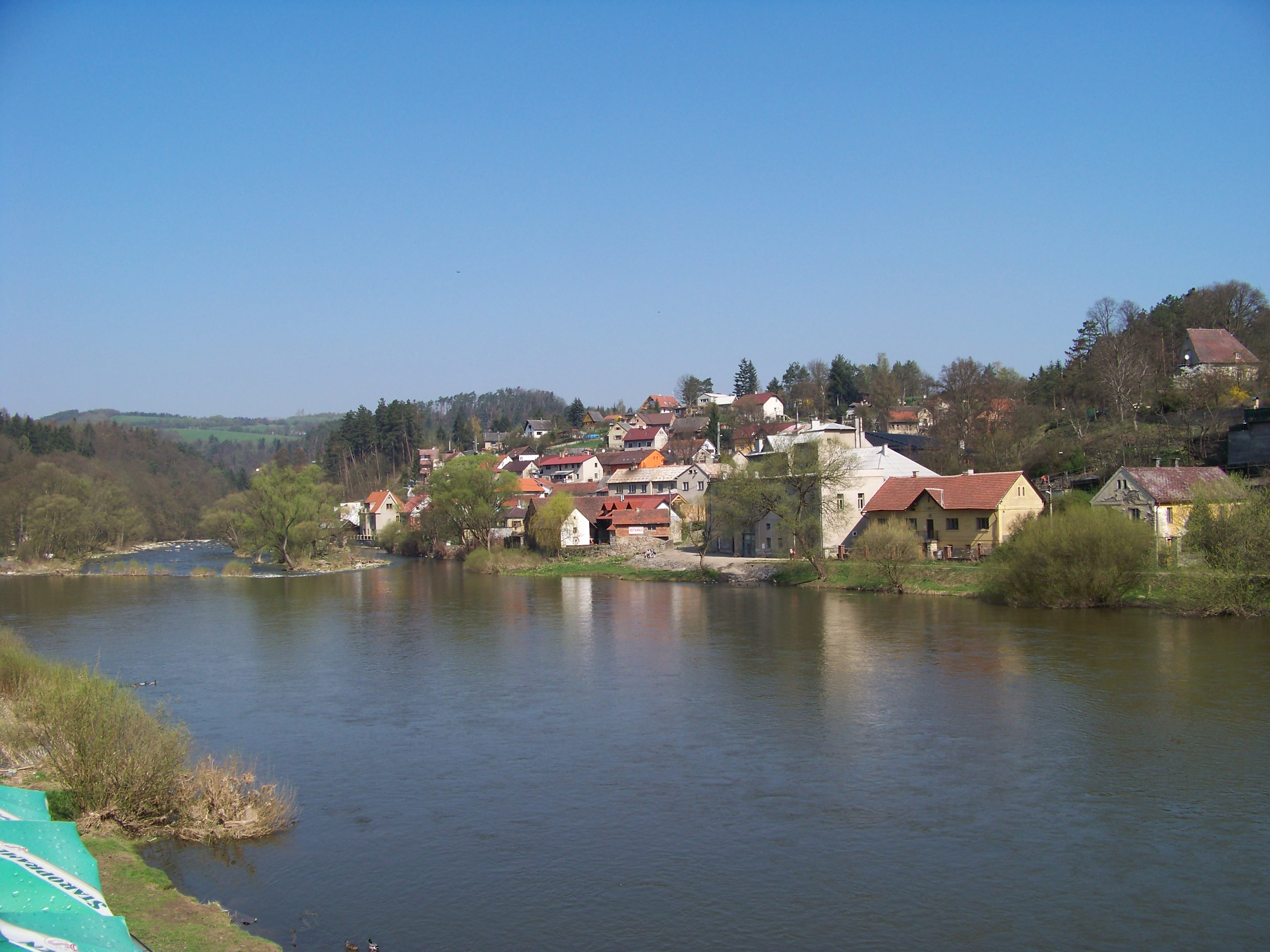
Ústí potoka do Sázavy (uprostřed snímku)